# Abde Ezzalzouli
Abdessamad „Abde“ Ezzalzouli (* 17. prosince 2001, Beni Mellal, Maroko) je marocký profesionální fotbalista, který v současné době hraje na pozici křídelníka za klub FC Barcelona v La lize. Reprezentuje národní tým Maroka na mezinárodní úrovni. Svou profesionální kariéru začal hraním za klub Hércules.

## Raný život
Abde Ezzalzouli se narodil v Maroku. V sedmi letech se s rodinou přestěhoval do Španělska, kde také vyrůstal a zahájil svou fotbalovou mládežnickou kariéru v nedalekém Carrús ve městě Elche.

## Klubová kariéra

### Ranná kariéra
Ezzalzouli byl součástí mládežnických akademií pro Peña Ilicitana Raval CF, CD Pablo Iglesias, Kelme CF, Promesas Elche CF a CD Cultural Carrús. Ucházel se o místo v Elche CF, ale nebylo mu nabídnuto místo v jejich akademii.
Ezzalzouli pokračoval ve hře za sousední kluby v Elche, dokud mu trenér týmu Hércules B Antonio Moreno Domínguez nenabídl smlouvu, kterou Ezzalzouli přijal a připojil se k hlavnímu klubu ve městě Alicante. V roce 2016 se přesunul do rezervního týmu Hércules a v roce 2019 zde zahájil svou seniorskou kariéru.

### Barcelona
Ezzalzouli přestoupil do Barcelony B 31. srpna 2021. Svůj profesionální debut za klub FC Barcelona si odbyl 30. října 2021 při zápase La Ligy s Alavés s konečným výsledkem 1:1, do kterého nastoupil jako náhradník v 80. minutě. Stal se tak prvním hráčem narozeným v Maroku, který nastoupil za první tým Barcelony. Svůj první gól za Barcelonu vstřelil proti Osasuně v La Lize 12. prosince 2021 ve 49 minutě zápasu a dával tak vedoucí gól na 2:1. Zápas ovšem skončil remízou 2:2. 
V září roku 2022 prodloužil s Barcelonou smlouvu až do roku 2026 a následně byl zapůjčen do klubu Osasuna. Poprvé nastoupil za Osasunu 4. září v zápase La Ligy proti Rayo Vallecano. V tomto zápase asistoval u vítězného gólu. Zápas skončil vítězstvím Osasuny 2:1.

## Mezinárodní kariéra
Ezzalzouli reprezentoval Marocký tým do 20 let na Arab Cup U-20 2020, kde nastoupil do dvou zápasů a dal dva góly. V prosinci 2021 Abde odmítl pozvání Vahida Halilhodžiće reprezentovat národní tým Maroka na Africkém poháru národů 2021, z důvodu, aby se zaměřil na svůj klub.
Dne 17. března 2022 byl zapsán do 26členné sestavy, která se utkala s DR Kongo v zápase o kvalifikaci na mistrovství světa ve fotbale 2022 – třetího kolo CAF.
V září roku 2022 byl nominován do národnímu týmu Maroka. Svůj první zápas za národní tým odehrál v přátelském utkání proti Chile na stadionu RCDE v Cornellà de Llobregat. Zápas skončil vítězstvím pro Maroko 2–0.
Dne 10. listopadu 2022 byl nominován do 26členné soupisky Maroka na mistrovství světa ve fotbale 2022 hrajícího se v Kataru.

## Statistiky kariéry

### Klub
Aktuální k utkání odehranému 28. května 2022 
| Klub            | Sezóna          | Liga                  | Liga   | Liga | Pohár  | Pohár | Evropa | Evropa | Jiný   | Jiný | Celkový | Celkový |
| Klub            | Sezóna          | Soutěž                | Zápasy | Góly | Zápasy | Góly  | Zápasy | Góly   | Zápasy | Góly | Zápasy  | Góly    |
| --------------- | --------------- | --------------------- | ------ | ---- | ------ | ----- | ------ | ------ | ------ | ---- | ------- | ------- |
| Hercules B      | 2019–20         | Divize Tercera        | 17     | 5    | —      | —     | —      | —      | —      | —    | 17      | 5       |
| Hercules B      | 2020–21         | Divize Tercera        | 8      | 0    | —      | —     | —      | —      | —      | —    | 8       | 0       |
| Hercules B      | Celkově         | Celkově               | 25     | 5    | —      | —     | —      | —      | —      | —    | 25      | 5       |
| Herkules        | 2019–20         | Segunda Division B    | 4      | 0    | 1      | 0     | —      | —      | —      | —    | 5       | 0       |
| Herkules        | 2020–21         | Segunda Division B    | 17     | 2    | 0      | 0     | —      | —      | —      | —    | 17      | 2       |
| Herkules        | Celkově         | Celkově               | 21     | 2    | 1      | 0     | —      | —      | —      | —    | 22      | 2       |
| Barcelona B     | 2021–22         | Primera División RFEF | 20     | 2    | —      | —     | —      | —      | —      | —    | 20      | 2       |
| Barcelona       | 2021–22         | La Liga               | 10     | 1    | 1      | 0     | 0      | 0      | 1      | 0    | 12      | 1       |
| Celková kariéra | Celková kariéra | Celková kariéra       | 76     | 10   | 2      | 0     | 0      | 0      | 1      | 0    | 79      | 10      |